# Józef Potępa
Józef Potępa (ur. 1915 w Brzozowej, zm. 1999) – polski rzeźbiarz i pedagog Akademii Sztuk Pięknych w Krakowie.
Uczył się w latach 1931–1935 w Państwowej Szkole Przemysłu Drzewnego w Zakopanem. Ukończył w 1939 r. Miejską Szkołę Sztuk Zdobniczych i Malarstwa w Warszawie. W 1945 r. rozpoczął studia na wydziale rzeźby Akademii Sztuk Pięknych w Krakowie w pracowni prof. Xawerego Dunikowskiego. Absolutorium uzyskał w 1948. Pracę dydaktyczną na Wydziale Rzeźby krakowskiej ASP rozpoczął w 1947, którą kontynuował do 1986. W 1977 uzyskał stopień docenta. Uprawiał rzeźbę pomnikową, architektoniczną. Wśród jego dzieł były: Pomnik Tadeusza Kościuszki w Sanoku (1962), Pomnik Wdzięczności w Biłgoraju (1966), Pomnik Poległym w II Wojnie Światowej w Bełżcu, Pomnik Wincentego Witosa w Tarnowie. Zmarł w 1999.